# Ànec becgroc
L'ànec becgroc (Anas undulata) és una espècie d'ocell de la família dels anàtids (Anatidae) que habita llacs, estanys, aiguamolls i corrents fluvials de gran part de l'Àfrica oriental i Meridional, des d'Etiòpia, oest d'Uganda i Kenya, cap al sud fins al sud de Namíbia i Sud-àfrica.